# Sven III. Dánský
Sven III. Dánský (Svend III Grathe) (asi 1125 – 23. říjen 1157) byl králem Dánska v letech 1146 až 1157. O moc v zemi bojoval s Knutem V. a Valdemarem I. V roce 1157 se trojice dohodla, že si Dánsko rozdělí na tři části, ale Sven se pokusil své dva rivaly zabít během slavnosti, poté však byl Valdemarem I. poražen.

## Život

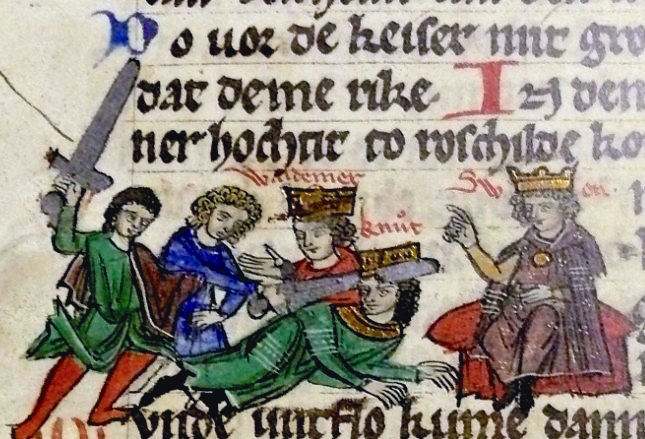
Krvavá hostina v Roskilde, Saská světová kronika

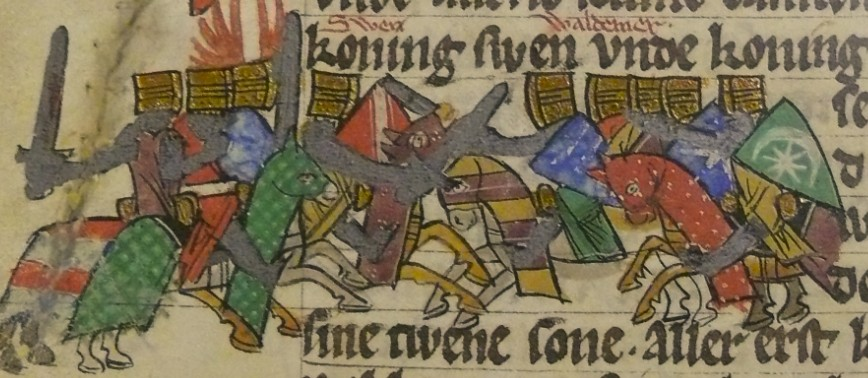
Bitva mezi Svenem III. a Valdemarem I., Saská světová kronika

Sven byl nemanželský syn Erika II. a jeho konkubíny Thunny. Když Erik II. v roce 1137 zemřel, jeho nástupcem se stal Erik III. Dánský a Sven byl poslán ke dvoru římskoněmeckého krále Konráda III., kde se spřátelil s Konrádovým synovcem, pozdějším císařem Fridrichem Barbarossou.
Zpět v Dánsku se společně se svým bratrancem Valdemarem (I.) v roce 1146 pokoušel kanonizovat Valdemarova otce a svého strýce Knuta Lavarda. Proti tomu se však postavil Eskil, arcibiskup z Lundu. Po abdikaci Erika III. v roce 1146 byl Sven zvolen králem mágnáty v Sjællandu, zatímco Knut V. byl zvolen Jutsku.
V příštích letech Sven bojoval o moc s Knutem, zatímco Valdemar (I.) ho podporoval. Knuta podporoval arcibiskup Eskil, ale Sven si zajistil Eskilovu loajalitu, když věnoval arcibiskupství v Lundu pozemky. Poté byla Knutova moc omezena na Jutsko.
Po několika bitvách Sven dobyl ostrov Fyn a části Jutska a Valdemara stanovil šlesvickým vévodou. V roce 1152 se římskoněmeckým králem stal Fridrich Barbarossa. Ten Svena stanovil „hlavním králem“, Knut měl získat část Dánska a Valdemar si měl podržet Šlesvicko. Sven však Knutovi přidělil jen malé území.
V roce 1154 byl Sven svržen aliancí Knuta a Valdemara, který byl jmenován Knutovým spoluvládcem. Eskil a velká část Svenových dalších spojenců ho opustila a byl tedy nucen odejít do německého exilu. Vrátil se až po třech letech, když získal podporu vévody Jindřicha Lva. To přinutilo dánské magnáty rozdělit zemi na Jutsko, Sjælland a Skåne. Sven se stal vládcem Skåne.
Během slavnosti v Roskilde 9. srpna 1157 měl Sven v plánu zavraždit další dva dánské spoluvládce, to se mu však podařilo jen v případě Knuta. Valdemar utekl do Jutska a 23. října 1157 Svena a jeho armádu porazil u Grathe Hede. Svena zřejmě zabili rolníci, kteří ho našli, zatímco byl i s koněm uvězněný v bažině.

## Manželství a potomci
Svenovou manželkou byla od roku 1152 Adéla Míšeňská, se kterou měl dvě děti:
1. syn, možná pojmenovaný Erik; zemřel mladý
2. Luitgarda; istrijská markraběnka